# HGS (アイドルグループ)
 HGS （エイチジーエス、Harajuku Girls School）は、原宿にあるアーティスト養成学校「原宿ガールズスクール」でのオーディションに合格したリカ、ツバサ、ミサキの3人で結成したという設定の架空のアイドルグループ。
2014年4月16日に、「ミニヨン☆パピヨン」でデビュー。これと連携し、リアルなステージでは実際のアイドルであるさくら学院の元メンバーの堀内まり菜、さくら学院のメンバー（当時）の田口華と野津友那乃がHGSとして（またはHGSの先輩として）歌唱する。

## 概要
HGSは、タカラトミーが2014年4月19日に発売した着せ替え人形「リカちゃん」のシリーズ「原宿ガールズスクール」において、リカちゃんが結成したアイドルユニットである。このシリーズでは女の子が憧れるアイドルがテーマとなっており、アイドルの世界観を最大限に広げるため、芸能事務所アミューズとの全面協力により実際に楽曲や振付が制作され、音楽配信やイベントが行われている。

## 特徴
シリーズ「原宿ガールズスクール」のリカちゃんは、AR（拡張現実）アプリと連動し、人形のインカムやマイクにとりつけるパーツ「アプリチャーム」にアプリをダウンロードしたスマートフォンやタブレットをかざすとCGムービーが視聴できる仕掛けとなっている。これにより、ダンスゲームや着せ替え、写真撮影なども楽むことができる。
ミュージックビデオは、リカ、ツバサ、ミサキの3人がCGで表現され、歌唱を堀内まり菜、田口華、野津友那乃が担当している。歌唱担当の3人が出演する際は、「原宿ガールズスクール」の衣装と同じ衣装で出演し、ミュージックビデオと同じ振付で楽曲を披露する。
楽曲は、製作をさくら学院の楽曲も手掛けるサカモト教授（主にクッキング部 ミニパティ）やEHAMIC(エハミック)（主に科学部 科学究明機構ロヂカ?）が担当、振付はPerfumeのダンス演出で知られ、さくら学院の振付も行っているMIKIKOが担当している。

## メンバー
| 名前              | 本名       | プロフィール | 歌唱担当                       |
| ----------------- | ---------- | --- | ------------------------------ |
| リカ （LICCA）    | 香山リカ   | ニックネームは、リカティ。歌が得意。 髪型はリッチウェーブヘアで、アイドル仕様のアイメイクで瞳の中はハートの模様。          | 堀内まり菜 （ほりうち まりな） |
| ツバサ （TUBASA） | 蒼井ツバサ | ニックネームは、ツバッキー。HGSのリーダー。 趣味はネイル。ポップなメイクが大好きでしっかり者のお姉さんタイプ。髪の色は紫。 | 田口華 （たぐち はな）         |
| ミサキ （MISAKI） | 大島ミサキ | ニックネームは、ミサキング。ダンスが得意なお嬢様キャラ。 めちゃ盛りヘアーにするのが大好き。                                | 野津友那乃 （のつ ゆなの）     |

## ディスコグラフィ

### シングル
| # | タイトル                                           | リリース日    | 販売形態         | ミュージックビデオ | 備考               |
| - | -------------------------------------------------- | ------------- | ---------------- | ------------------ | ------------------ |
| 1 | ミニヨン☆パピヨン                                  | 2014年4月16日 | 配信限定         | watch              | 作曲：サカモト教授 |
| 2 | ONE CHECK SWEETNESS （ワンチェックスウィートネス） | 2014年7月16日 | 配信限定         | watch              | 作詞、作曲：EHAMIC |
| 3 | ミニヨン☆パピヨン/ ONE CHECK SWEETNESS             | 2014年8月2日  | イベント会場限定 |                    |                    |

## イベントなど
- リカちゃん アイドルデビューイベント（2014年4月29日、東京・JOL原宿）[3]
- 東京おもちゃショー 2014（2014年6月15日、東京ビッグサイト）[4][5]

## ライブ
- TOKYO IDOL FESTIVAL 2014（2014年8月3日、お台場・青海特設会場 DOLL FACTORY）[6]
- @JAM EXPO 2014（2014年8月31日、横浜アリーナ）[7]

## メディア出演
CM
- タカラトミー・HGS「デビュー篇 3人タイプ」、「デビュー篇 リカメイン」、「リッチウェーブ編」（2014年）

Web
- HGSデビューストーリー（2014年4月14日〜、タカラトミーの公式 YouTubeチャンネル）
  - HGSデビューストーリー　その1